# Cullagium
Mit Cullagium (auch Culagium oder französisch cul(l)age) wurden im Mittelalter bestimmte Geld- oder Naturalienabgaben, meist im Zusammenhang mit der Heirat, bezeichnet.

## Erwähnung und Formen
Laut dem Eintrag des Benediktiners Carpentier in Du Canges Glossarium mediae et infimae latinitatis in der Ausgabe von 1733 war das Cullagium eine Geldabgabe, die ein Bauer einem Grundherrn zahlen musste, wenn er seine Tochter außerhalb des Dorfes verheiratete. Dieselbe Definition wird in einer auf 1238 datierten Urkunde des Grundherrn Simon de Pierrecourt angegeben.
Mehrere Einträge in einer Sammlung von Gnadengesuchen (lettres de rémission), auf die sich auch Carpentier berief, legen nahe, dass es sich beim droit de coillage um eine Abgabe handelte, die ein von auswärts kommender Bräutigam der Junggesellengruppe eines Dorfs bei der Heirat zu zahlen hatte.
Dem belgischen Historiker Jean-Joseph Raepsaet (1750–1832) zufolge bezeichnete „Cullagium“ das vom Bräutigam traditionell gespendete Hochzeitsmahl.
Der Volkskundler Duvivier gab in der Revue des Ardennes von 1825 und 1829 an, es habe sich lediglich um einen Hochzeitsbrauch gehandelt: die Brautleute seien mit einem Stück Fleisch durch das Dorf gezogen und hätten culache! – das Dialektwort für culagium – geschrien. Das Fleischstück sei dann in einer Wirtschaft gebraten worden und von den jungen Männern dem Mädchen angeboten worden, das man für die Verliebteste der Gesellschaft hielt.
Die Gleichsetzung des Cullagium mit dem Recht der ersten Nacht (« Droit de cuissage »), etwa durch Anatole de Barthélémy in der Revue des questions historiques von 1866, wurde möglicherweise durch Wortassoziation (franz. cul = „Hintern“) gefördert.
Eine ganz andere Bedeutung gab Henry Charles Lea 1884 in seiner History of Sacerdotal Celibacy an:
| A tribute known as “cullagium” became at times a recognized source of revenue, in consideration of which the weaknesses of human nature were excused, and ecclesiastics were allowed to enjoy in security the society of their concubines. | Zeitweise wurde eine „cullagium“ genannte Abgabe zur anerkannten Einnahmequelle, in Anbetracht derer die Schwächen der menschlichen Natur vergeben wurden und man Kirchengeistlichen gestattete, ohne Befürchtungen die Gesellschaft ihrer Geliebten zu genießen. |